# Coppa UEFA 1971-1972
La Coppa UEFA 1971-1972 è stata la 1ª edizione dell'omonima competizione. Venne vinta dal Tottenham che sconfisse il Wolverhampton nella doppia finale.

## Formula
Alla Grecia fu tolto un posto rispetto alla Coppa delle Fiere per far spazio ai vicini di Cipro, e lo stesso fu fatto alla Jugoslavia per far partecipare l'Albania, mentre la prima rappresentante dell'Unione Sovietica trovò spazio abolendo il posto riservato ai detentori del titolo, non più necessario.
Altri riequilibri portarono via il quarto posto alla piccola Scozia a favore della Germania Est, spostarono un posto dalla Danimarca alla Svezia e ridussero i posti inglesi da cinque a quattro, dandone uno alla Bulgaria. Anche il Belgio perse un posto. La sistemazione definitiva risultò dunque la seguente:
- 4 posti per le quattro maggiori federazioni, la Germania Ovest, l'Inghilterra, l'Italia e la Spagna,
- 3 posti per le federazioni di media tradizione, il Portogallo, la Francia, il Belgio, la Scozia e la Jugoslavia,
- 2 posti per altre dieci federazioni intermedie,
- 1 posto per le tredici federazioni più piccole.

Le federazioni assegnarono i posti tramite le proprie classifiche, ma quella inglese non modificò la regola della Coppa delle Fiere, che impediva la partecipazione di due rappresentanti della stessa città fino alla stagione 1975-1976, quando parteciparono contemporaneamente Liverpool ed Everton, e riservò un posto alla vincitrice della sua Coppa di Lega.

## Trentaduesimi di finale
| Squadra 1          | Totale | Squadra 2              | Andata | Ritorno |
| ------------------ | ------ | ---------------------- | ------ | ------- |
| Hertha Berlino     | 7 - 2  | Elfsborg               | 3 - 1  | 4 - 1   |
| Dundee             | 5 - 2  | AB                     | 4 - 2  | 1 - 0   |
| Rosenborg          | 4 - 0  | HIFK                   | 3 - 0  | 1 - 0   |
| Vasas              | 2 - 1  | Shelbourne             | 1 - 0  | 1 - 1   |
| Glentoran          | 1 - 7  | Eintracht Braunschweig | 0 - 1  | 1 - 6   |
| Keflavík           | 1 - 15 | Tottenham              | 1 - 6  | 0 - 9   |
| Celta Vigo         | 0 - 3  | Aberdeen               | 0 - 2  | 0 - 1   |
| ADO Den Haag       | 7 - 2  | Aris Bonnevoie         | 5 - 0  | 2 - 2   |
| Wolverhampton      | 7 - 1  | Académica              | 3 - 0  | 4 - 1   |
| Saint-Étienne      | 2 - 3  | Colonia                | 1 - 1  | 1 - 2   |
| Lugano             | 1 - 3  | Legia Varsavia         | 1 - 3  | 0 - 0   |
| Porto              | 1 - 3  | Nantes                 | 0 - 2  | 1 - 1   |
| Amburgo            | 2 - 4  | St. Johnstone          | 2 - 1  | 0 - 3   |
| Southampton        | 2 - 3  | Athletic Bilbao        | 2 - 1  | 0 - 2   |
| Bologna            | 3 - 1  | Anderlecht             | 1 - 1  | 2 - 0   |
| Napoli             | 1 - 2  | Rapid Bucarest         | 1 - 0  | 0 - 2   |
| Vitória Setúbal    | 2 - 2  | Nîmes                  | 1 - 0  | 1 - 2   |
| Atlético Madrid    | 2 - 2  | Paniōnios              | 2 - 1  | 0 - 1   |
| Carl Zeiss Jena    | 4 - 3  | Lokomotiv Sofia        | 3 - 0  | 1 - 3   |
| Basilea            | 2 - 4  | Real Madrid            | 1 - 2  | 1 - 2   |
| Marsa              | 0 - 11 | Juventus               | 0 - 6  | 0 - 5   |
| Dinamo Zagabria    | 8 - 2  | Botev Vraca            | 6 - 1  | 2 - 1   |
| UT Arad            | 5 - 4  | Austria Salisburgo     | 4 - 1  | 1 - 3   |
| Fenerbahçe         | 2 - 4  | Ferencváros            | 1 - 1  | 1 - 3   |
| Milan              | 7 - 0  | Digenīs Morphou        | 4 - 0  | 3 - 0   |
| Spartak Mosca      | 3 - 2  | VSS Košice             | 2 - 0  | 1 - 2   |
| OFK Belgrado       | 6 - 3  | Djurgården             | 4 - 1  | 2 - 2   |
| Željezničar        | 4 - 3  | Club Bruges            | 3 - 0  | 1 - 3   |
| Hallescher         | 0 - 2  | PSV                    | 0 - 0  | 0 - 2   |
| Zagłębie Wałbrzych | 4 - 2  | FK Teplice             | 1 - 0  | 3 - 2   |
| Lierse             | 4 - 2  | Leeds Utd              | 0 - 2  | 4 - 0   |
| Rapid Vienna       | -      | Vllaznia Shkodër       | -      | -       |

## Sedicesimi di finale
| Squadra 1              | Totale | Squadra 2       | Andata | Ritorno |
| ---------------------- | ------ | --------------- | ------ | ------- |
| Rosenborg              | 4 - 4  | Lierse          | 4 - 1  | 0 - 3   |
| Rapid Bucarest         | 4 - 2  | Legia Varsavia  | 4 - 0  | 0 - 2   |
| Colonia                | 4 - 5  | Dundee          | 2 - 1  | 2 - 4   |
| ADO Den Haag           | 1 - 7  | Wolverhampton   | 1 - 3  | 0 - 4   |
| Željezničar            | 3 - 3  | Bologna         | 1 - 1  | 2 - 2   |
| Nantes                 | 0 - 1  | Tottenham       | 0 - 0  | 0 - 1   |
| Eintracht Braunschweig | 4 - 3  | Athletic Bilbao | 2 - 1  | 2 - 2   |
| St. Johnstone          | 2 - 1  | Vasas           | 2 - 0  | 0 - 1   |
| Spartak Mosca          | 0 - 4  | Vitória Setúbal | 0 - 0  | 0 - 4   |
| Milan                  | 5 - 4  | Hertha Berlino  | 4 - 2  | 1 - 2   |
| OFK Belgrado           | 1 - 5  | Carl Zeiss Jena | 1 - 1  | 0 - 4   |
| Zagłębie Wałbrzych     | 2 - 3  | UT Arad         | 1 - 1  | 1 - 2   |
| Dinamo Zagabria        | 2 - 2  | Rapid Vienna    | 2 - 2  | 0 - 0   |
| Real Madrid            | 3 - 3  | PSV             | 3 - 1  | 0 - 2   |
| Juventus               | 3 - 1  | Aberdeen        | 2 - 0  | 1 - 1   |
| Ferencváros            | 6 - 0  | Paniōnios       | 6 - 0  | -       |

## Ottavi di finale
| Squadra 1              | Totale | Squadra 2       | Andata | Ritorno |
| ---------------------- | ------ | --------------- | ------ | ------- |
| Milan                  | 3 - 2  | Dundee          | 3 - 0  | 0 - 2   |
| Carl Zeiss Jena        | 0 - 4  | Wolverhampton   | 0 - 1  | 0 - 3   |
| Eintracht Braunschweig | 3 - 6  | Ferencváros     | 1 - 1  | 2 - 5   |
| PSV                    | 1 - 4  | Lierse          | 1 - 0  | 0 - 4   |
| Rapid Vienna           | 1 - 5  | Juventus        | 0 - 1  | 1 - 4   |
| St. Johnstone          | 2 - 5  | Željezničar     | 1 - 0  | 1 - 5   |
| Tottenham              | 5 - 0  | Rapid Bucarest  | 3 - 0  | 2 - 0   |
| UT Arad                | 3 - 1  | Vitória Setúbal | 3 - 0  | 0 - 1   |

## Quarti di finale
| Squadra 1   | Totale | Squadra 2     | Andata | Ritorno         |
| ----------- | ------ | ------------- | ------ | --------------- |
| Milan       | 3 - 1  | Lierse        | 2 - 0  | 1 - 1           |
| UT Arad     | 1 - 3  | Tottenham     | 0 - 2  | 1 - 1           |
| Ferencváros | 3 - 3  | Željezničar   | 1 - 2  | 2 - 1 (5-4 dtr) |
| Juventus    | 2 - 3  | Wolverhampton | 1 - 1  | 1 - 2           |

## Semifinali
| Squadra 1   | Totale | Squadra 2     | Andata | Ritorno |
| ----------- | ------ | ------------- | ------ | ------- |
| Tottenham   | 3 - 2  | Milan         | 2 - 1  | 1 - 1   |
| Ferencváros | 3 - 4  | Wolverhampton | 2 - 2  | 1 - 2   |

## Finale
| Squadra 1     | Totale | Squadra 2 | Andata | Ritorno |
| ------------- | ------ | --------- | ------ | ------- |
| Wolverhampton | 2 - 3  | Tottenham | 1 - 2  | 1 - 1   |

### Andata
| Arbitro: | Tofiq Bəhramov |

|               |           |                  |
| McCalliog 72’ | Marcatori | 57’, 87’ Chivers |

| Wolverhampton | Tottenham |

|              |    |                 |  |
|              |    |                 |  |
|              | 1  | Phil Parkes     |  |
|              | 2  | Bernard Shaw    |  |
|              | 3  | Gerry Taylor    |  |
|              | 4  | Danny Hegan     |  |
|              | 5  | Frank Munro     |  |
|              | 6  | John McAlle     |  |
|              | 7  | Jim McCalliog   |  |
|              | 8  | Kenny Hibbitt   |  |
|              | 9  | John Richards   |  |
|              | 10 | Derek Dougan    |  |
|              | 11 | David Wagstaffe |  |
|              |    |                 |  |
|              |    |                 |  |
| Allenatore:  |    |                 |  |
| Bill McGarry |    |                 |  |

|                |    |                |  |     |
|                |    |                |  |     |
|                | 1  | Pat Jennings   |  |     |
|                | 2  | Joe Kinnear    |  |     |
|                | 3  | Cyril Knowles  |  |     |
|                | 4  | Alan Mullery   |  |     |
|                | 5  | Mike England   |  |     |
|                | 6  | Phil Beal      |  |     |
|                | 7  | Alan Gilzean   |  |     |
|                | 8  | Steve Perryman |  |     |
|                | 9  | Martin Chivers |  |     |
|                | 10 | Martin Peters  |  |     |
|                | 11 | Ralph Coates   |  | 68’ |
| Sostituzioni:  |    |                |  |     |
|                | 15 | John Pratt     |  | 68’ |
| Allenatore:    |    |                |  |     |
| Bill Nicholson |    |                |  |     |

### Ritorno
| Arbitro: | Laurens Van Ravens |

|             |           |               |
| Mullery 30’ | Marcatori | 41’ Wagstaffe |

| Tottenham | Wolverhampton |

|                |    |                |  |
|                |    |                |  |
|                | 1  | Pat Jennings   |  |
|                | 2  | Joe Kinnear    |  |
|                | 3  | Cyril Knowles  |  |
|                | 4  | Alan Mullery   |  |
|                | 5  | Mike England   |  |
|                | 6  | Phil Beal      |  |
|                | 7  | Alan Gilzean   |  |
|                | 8  | Steve Perryman |  |
|                | 9  | Martin Chivers |  |
|                | 10 | Martin Peters  |  |
|                | 11 | Ralph Coates   |  |
|                |    |                |  |
|                |    |                |  |
|                |    |                |  |
| Allenatore:    |    |                |  |
| Bill Nicholson |    |                |  |

|               |    |                 |  |     |
|               |    |                 |  |     |
|               | 1  | Phil Parkes     |  |     |
|               | 2  | Bernard Shaw    |  |     |
|               | 3  | Gerry Taylor    |  |     |
|               | 4  | Danny Hegan     |  |     |
|               | 5  | Frank Munro     |  |     |
|               | 6  | John McAlle     |  |     |
|               | 7  | Jim McCalliog   |  |     |
|               | 8  | Kenny Hibbitt   |  | 55’ |
|               | 9  | John Richards   |  |     |
|               | 10 | Derek Dougan    |  | 84’ |
|               | 11 | David Wagstaffe |  |     |
| Sostituzioni: |    |                 |  |     |
|               | 14 | Mike Bailey     |  | 55’ |
|               | 15 | Hugh Curran     |  | 84’ |
| Allenatore:   |    |                 |  |     |
| Bill McGarry  |    |                 |  |     |

## Classifica marcatori
| Gol |  |  | Giocatore          | Squadra                |
| --- |  |  | ------------------ | ---------------------- |
| 10  |  |  | Ludwig Bründl      | Eintracht Braunschweig |
| 9   |  |  | Derek Dougan       | Wolverhampton          |
| 8   |  |  | Martin Chivers     | Tottenham              |
| 7   |  |  | László Branikovits | Ferencváros            |
| 6   |  |  | Alan Gilzean       | Tottenham              |
| 6   |  |  | Josip Bukal        | Željezničar            |
| 5   |  |  | Silvano Villa      | Milan                  |
| 5   |  |  | John Duncan        | Dundee                 |
| 5   |  |  | Flavius Domide     | UTA Arad               |
| 5   |  |  | Flórián Albert     | Ferencváros            |
| 5   |  |  | Lajos Kű           | Ferencváros            |